# Aloe inamara
Aloe inamara é uma espécie de liliopsida do gênero Aloe, pertencente à família Asphodelaceae.